# NASA X-38
Lo X-38 Crew Return Vehicle (CRV) fu un prototipo sperimentale di veicolo senza ali sviluppato dalla NASA.
Il veicolo fu concepito come possibile mezzo di rientro sulla Terra per gli astronauti residenti sulla Stazione Spaziale Internazionale ISS. Nel corso degli anni tra il 1995 e il 2002 il programma sviluppò anche l'idea di un mezzo per il rientro di astronauti che poteva essere utilizzato per una navicella spaziale internazionale che poteva essere lanciata con il vettore francese Ariane 5.
Lo X-38 fu sviluppato fino al punto da avere tre prototipi pronti al volo per un test di volo; ogni esemplare introduceva migliorie rispetto alla variante precedente.
Il progetto fu cancellato nel 2002 in seguito al taglio del budget.

## Esemplari attualmente esistenti
Entrambe le cellule completate sono stoccate presso il centro spaziale Johnson della NASA a Houston.